# West Island
West Island je hlavním a největším ostrovem australského teritoria Kokosové ostrovy. Má rozlohu 6,2 km² a žije zde 120 obyvatel. Nachází se zde sídlo vlády a hlavní letiště Cocos Islands Aerodrome.
Ačkoli je West Island hlavním ostrovem Kokosových ostrovů, žije většina obyvatel ve vesnici Bantam na více osídleném ostrově Home Island.
Souřadnice ostrova jsou 12°11'13" jižní šířky a 96°49'42" východní délky.